# Eupithecia uvaria
Eupithecia uvaria är en fjärilsart som beskrevs av W. Warren 1906. Eupithecia uvaria ingår i släktet Eupithecia och familjen mätare. Inga underarter finns listade i Catalogue of Life.